# سباق باريس روبيه 1899
طواف باريس 1899 هو سباق دراجات هوائية أقيم بتاريخ 2 أبريل، تكون السباق من مرحلة واحدة، وامتدّ لمسافة 268 كم بسرعة 31.976 كم/س، استغرق السباق 8 ساعات و22 دقيقة و53 ثانية.